# Síugró csapatverseny nagysáncon az 1998. évi téli olimpiai játékokon
Az 1998. évi téli olimpiai játékokon a síugrás csapatversenyét nagysáncon február 17-én rendezték Hakubában. Az aranyérmet a japán csapat nyerte meg. A versenyszámban nem vett részt magyar csapat.

## Eredmények
A verseny két sorozatból állt. A két ugrás pontszámainak összege határozta meg a végső sorrendet. A távolságok eredményei méterben értendők.
| Helyezés | Csapat                                                                                              | 1. ugrás                | 1. ugrás                     | 2. ugrás                | 2. ugrás                      | Összesítés (pont)             |
| Helyezés | Csapat                                                                                              | Táv.                    | Pont                         | Táv.                    | Pont                          | Összesítés (pont)             |
| -------- | --------------------------------------------------------------------------------------------------- | ----------------------- | ---------------------------- | ----------------------- | ----------------------------- | ----------------------------- |
| Arany    | Japán (JPN) · Okabe Takanobu · Szaitó Hiroja · Harada Maszahiko · Funaki Kazujosi                   | 121,5 130,0 79,5 118,5  | 397,1 115,7 131,5 35,6 114,3 | 137,0 124,0 137,0 125,0 | 535,9 143,6 124,7 141,6 126,0 | 933,0 259,3 256,2 177,2 240,3 |
| Ezüst    | Németország (GER) · Sven Hannawald · Martin Schmitt · Hansjörg Jäkle · Dieter Thoma                 | 125,5 98,0 96,0 130,0   | 401,1 125,4 73,9 71,3 130,5  | 128,0 126,5 123,5 120,5 | 496,3 132,9 126,2 122,3 114,9 | 897,4 258,3 200,1 193,6 245,4 |
| Bronz    | Ausztria (AUT) · Reinhard Schwarzenberger · Martin Höllwarth · Stefan Horngacher · Andreas Widhölzl | 101,5 122,5 104,5 123,0 | 410,7 83,2 120,0 83,6 123,9  | 118,5 123,0 108,0 136,5 | 470,8 113,3 121,9 92,9 142,7  | 881,5 196,5 241,9 176,5 266,6 |
| 4.       | Norvégia (NOR) · Henning Stensrud · Lasse Ottesen · Roar Ljøkelsøy · Kristian Brenden               | 109,0 115,5 93,0 133,0  | 399,4 92,7 107,4 63,4 135,9  | 130,0 113,0 120,0 121,0 | 471,2 133,5 101,4 117,5 118,8 | 870,6 226,2 208,8 180,9 254,7 |
| 5.       | Finnország (FIN) · Ari-Pekka Nikkola · Mika Laitinen · Janne Ahonen · Jani Soininen                 | 103,5 112,0 101,0 113,0 | 370,6 85,8 101,6 80,3 102,9  | 122,0 102,5 113,0 131,0 | 463,3 117,1 82,5 132,9 130,8  | 833,9 202,9 184,1 213,2 233,7 |
| 6.       | Svájc (SUI) · Sylvain Freiholz · Marco Steinauer · Simon Ammann · Bruno Reuteler                    | 113,0 107,5 81,5 115,0  | 345,6 103,9 93,5 40,7 107,5  | 116,5 103,0 100,0 123,5 | 389,4 107,2 81,9 77,0 123,3   | 735,0 211,1 175,4 117,7 230,8 |
| 7.       | Csehország (CZE) · Jakub Sucháček · František Jež · Michal Doležal · Jaroslav Sakala                | 77,0 115,5 102,5 101,5  | 300,2 31,6 109,4 77,0 82,2   | 120,5 106,5 126,5 98,5  | 410,1 117,9 89,7 128,2 74,3   | 710,3 149,5 199,1 205,2 156,5 |
| 8.       | Lengyelország (POL) · Adam Małysz · Łukasz Paweł Kruczek · Wojciech Skupień · Robert Mateja         | 109,0 105,5 85,0 112,0  | 326,7 95,2 87,4 44,5 99,6    | 108,5 100,5 107,0 109,0 | 357,5 94,8 78,4 90,6 93,7     | 684,2 190,0 165,8 135,1 193,3 |
| 9.       | Oroszország (RUS) · Nyikolaj Petrusin · Artur Hamidulin · Alekszandr Volkov · Valerij Kobelev       | 90,0 96,0 98,0 96,5     | 264,9 56,0 63,8 74,4 70,7    | 110,0 106,0 96,5 117,5  | 374,8 97,0 88,3 77,5 112,0    | 639,7 153,0 152,1 151,9 182,7 |
| 10.      | Szlovénia (SLO) · Miha Rihtar · Peter Žonta · Blaž Vrhovnik · Primož Peterka                        | 94,0 65,5 90,0 125,0    | 247,1 65,7 2,4 58,0 121,0    | 120,0 114,0 94,0 103,5  | 363,2 115,0 101,7 65,2 81,3   | 610,3 180,7 104,1 123,2 202,3 |
| 11.      | Kazahsztán (KAZ) · Pavel Gajduk · Alekszandr Kolmakov · Dmitrij Csvikov · Sztanyiszlav Filimonov    | 87,0 102,5 95,0 77,0    | 231,2 52,1 81,0 65,5 32,6    | 98,0 109,5 100,0 126,0  | 370,8 73,9 95,1 78,0 123,8    | 602,0 126,0 176,1 143,5 156,4 |
| 12.      | Egyesült Államok (USA) · Mike Keuler · Alan Alborn · Randy Weber · Casey Colby                      | 94,5 86,5 82,0 87,0     | 211,5 65,6 50,7 41,6 53,6    | 97,5 96,0 95,0 98,0     | 279,2 72,5 69,3 68,0 69,4     | 490,7 138,1 120,0 109,6 123,0 |
| 13.      | Dél-Korea (KOR) · Kim Heung-Soo · Kim Hjongi · Cshö Jongdzsik · Cshö Hungcshol                      | 89,5 75,0 81,0 74,5     | 145,0 55,1 27,5 39,3 23,1    | 85,0 86,5 85,0 104,5    | 228,8 48,0 49,2 47,5 84,1     | 373,8 103,1 76,7 86,8 107,2   |